# Compagnie du Pérou
La Compagnie du Pérou était une des sociétés formées pour exploiter les mines d'argent au Pérou, avec des capitaux anglais, peu après l'indépendance du pays, en 1825.

## Histoire
Le Pérou est né le 9 décembre 1824 de la bataille d'Ayacucho, gagnée par le général Antonio José de Sucre contre les Espagnols. Au même moment, la partie orientale s'est transformée en un autre pays, indépendant, la Bolivie de Bolivar.
La Compagnie du Pérou était capitalisée de deux millions de sterling, un montant très important pour l'époque. C'était l'un des sociétés minières au capital le plus important, parmi toutes celles qui se sont créées en 1824 et 1825. Elle extrayait du Cerro de Pasco, à près de 4.300 mètres d'altitude, un tiers de la production d'argent du pays. Elle a rapidement subi le choc de la Crise boursière de 1825 mais continué son exploitation. Il a été extrait ainsi en 1856, des mines du Cerro de Pasco, un total 887 barres d'argent pesant 218,356 marcs.
Au cours de son séjour au Pérou de 1816 à 1822, l'ingénieur anglais Richard Trevithick y passe en 1919, lorsque Bolivar l'appelle pour une mission d'expertise. Il enseigne l'art de la machine à vapeur et constate les difficultés à transporter des machines aussi lourdes à dos de mule. Plus tard, en 1871, la presse anglaise constate que sur 664 mines recensées sur le site, 68 produisent, pour un total de 2 millions d'onces par an avec l'aide de quatre grosses machines à vapeur, qui ont été transportées plus facilement car faites d'une multitude de pièces démontables.
Le site a ensuite été repris par Centromin puis par la "Volcán Compañía Minera" lors de la privatisation dans les années 1990.